# Michał Mencfel
Michał Mencfel – polski historyk sztuki, doktor habilitowany nauk humanistycznych. Specjalizuje się w historii kolekcjonerstwa oraz sztuki. Profesor uczelni w Instytucie Historii Sztuki na Wydziale Nauk o Sztuce Uniwersytetu im. Adama Mickiewicza w Poznaniu, gdzie pracuje w Pracowni Historii Sztuki Nowożytnej. Od 1 października 2019 dziekan tego Wydziału.
Stopień doktorski uzyskał w 2007 na podstawie pracy pt. Naturae et Artis Thesaurus. Prywatne gabinety osobliwości, kolekcje sztuki i naturaliów na Śląsku w wiekach XVII i XVIII (promotorem był prof. Adam Labuda). Habilitował się w 2017 na podstawie oceny dorobku naukowego i rozprawy pt. Atanazy Raczyński (1788-1874). Biografia. 